# Famille d'Aviau
La famille d'Aviau, originaire du Poitou, est une famille de la noblesse française, de noblesse d'ancienne extraction sur preuves de 1490. Elle fut maintenue noble en 1666.
À ce jour subsistent deux branches : les d'Aviau de Piolant et les d'Aviau de Ternay.

## Histoire
Gustave Chaix d'Est-Ange écrit en 1904 qu'une communauté d'armoiries a donné naissance à la tradition que la famille d'Aviau serait une branche de la maison de Montfort et que cette tradition, qui ne s'appuie sur aucune preuve sérieuse, est ancienne dans la famille : dans son testament fait le 25 juin 1568 François d'Aviau, sgr de Piolant, se dit issu de la maison de Montfort. Cette tradition a été accueillie au XVIIe siècle par Lhermite-Souliers dans Histoire généalogique de la noblesse de Touraine (1665), puis par Saint-Allais et les autres généalogistes qui l'ont copié. Il ajoute : « Tout semble indiquer que ces premiers degrés de la filiation ne sont dus qu'à l'imagination de Lhermite-Souliers, auteur connu, du reste, pour être peu véridique. »
La filiation prouvée de cette famille débute avec François d'Aviau, chambellan du roi Charles VIII, marié en Provence vers 1490 à Marie de Lacépède.
Au début du XIXe siècle, N. Cantineau de Comacre, veuve de Gabriel d'Arsac de Ternay, légua le château de Ternay à Charles Marie d'Aviau de Piolant à charge pour lui de relever les noms, titres et armes de la famille d'Arsac de Ternay, mais la famille d'Aviau ne fit pas l'objet d'une autorisation de relever le titre de marquis de Ternay de la famille d'Arsac
.
Elle est membre de l'ANF, depuis le 29 mai 1948.

## Personnalités

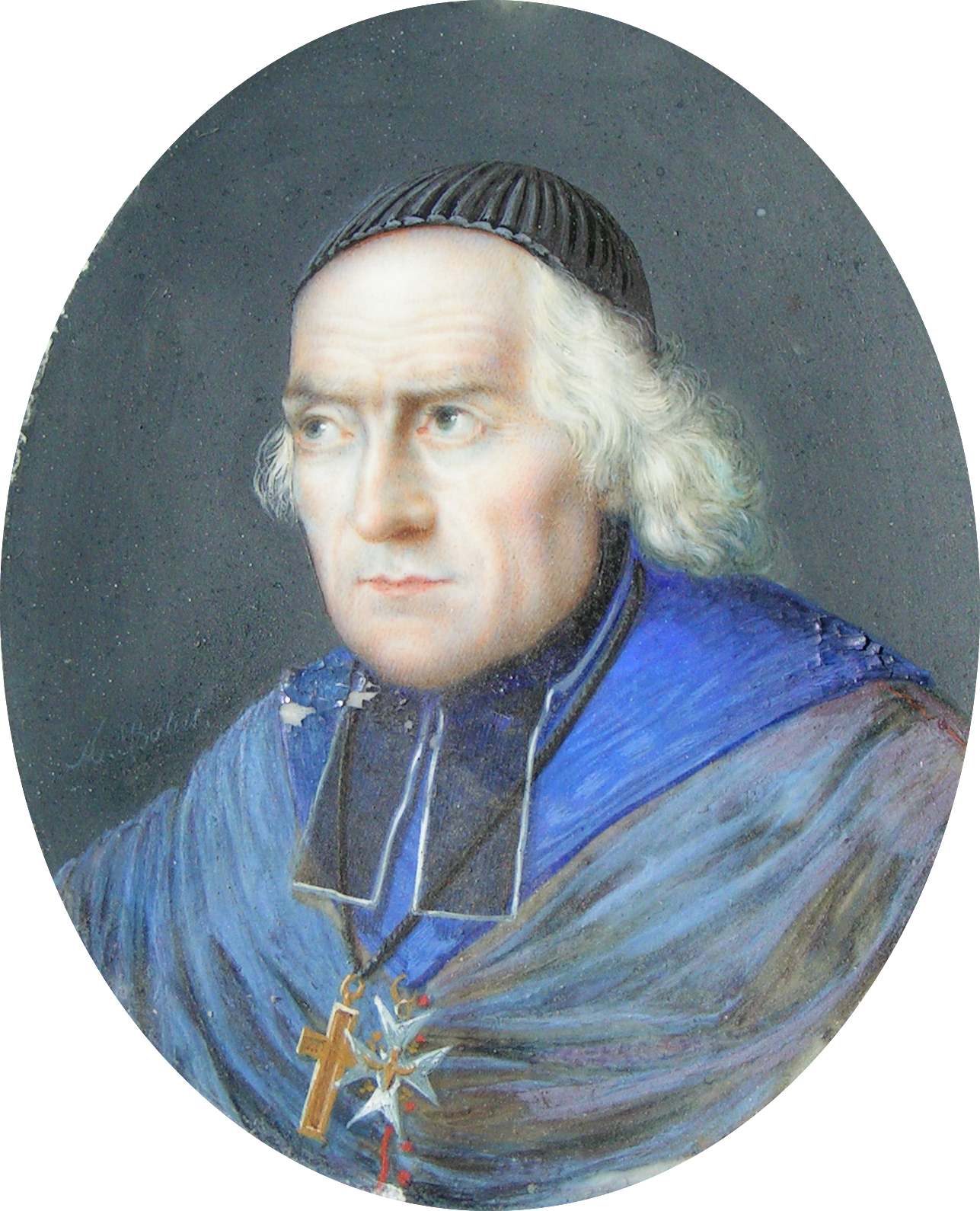
Charles François d'Aviau du Bois de Sanzay(1737-1826), archevêque de Vienne puis de Bordeaux

- François d'Aviau, chambellan du roi Charles VIII.[réf. nécessaire]
- Louis-François d'Aviau, conseiller du roi en ses conseils, gouverneur de Loudun, capitaine au régiment de Saint Luc[réf. nécessaire]
- Jacques d'Aviau, abbé commendataire de l'abbaye Notre-Dame de Noyers de 1749 à 1761.[réf. nécessaire]
- Charles François d'Aviau du Bois de Sanzay (1737-1826), archevêque de Vienne (1790-1801) puis de Bordeaux (1802-1826).
- Charles Marie d'Aviau de Ternay (1835-1920), dit « marquis de Ternay » (titre emprunté[2]), maire du Bignon, conseiller général de la Loire-Inférieure, président du cercle Louis XVI
- Albert d'Aviau de Piolant (1845-1926), général de brigade, écuyer en chef de l'École de cavalerie de Saumur de 1887 à 1889.
- Georgette Marie Zoé d'Aviau de Piolant (1858-1937), exploratrice et auteure, notamment de Au Pays Des Maronites (1882)[4],[5],[6]
- Jérôme d'Aviau de Piolant (1970), illustrateur, dessinateur, scénariste de bande dessinée et musicien.

## Armes, titres
- Armes : De gueules au lion d'argent à la queue nouée, fourchée et passée en sautoir.[1]

Blason de Charles François d'Aviau du Bois de Sanzay (1737-1826), archevêque de Vienne puis de Bordeaux.

- Titres : marquis et comte de Ternay, titres empruntés

## Alliances
Les principales alliances de la famille d'Aviau sont : d'Arsac de Ternay, Brossier de la Charpagne, de Boisset de Torsiac, de La Bourdonnaye, du Couëdic de Kerérant, Chebrou de La Roulière. de Coucquault d'Avelon, de Courtivron, Collin de L'Hortet, Cesbron-Lavau, de Foucault, L'Hotte, Goullet de Rugy, de Mélient, Dufaure de Rochefort, Ertault de La Bretonnière, Nguyễn Phúc, de Montessus de Rully, du Val de Curzay, Yon, de Boüard de Laforest, Espivent de La Villesboisnet, de Longeaux, Seydoux, t'Kint de Roodenbeke, Morisson de La Bassetière, Hay des Nétumières, de Lambilly, Linÿer de La Barbée, de Montbrillant de La Monneraye (1944), du Gardin de Séveirac.

## Propriétés
- Château de Piolant (Dangé-Saint-Romain)
- Château du Bois de Sanzay (Saint-Martin-de-Sanzay)
- Château de la Chaise (Saint-Rémy-sur-Creuse)
- Château de Ternay (Ternay)
- Château de Curzay (Curzay-sur-Vonne)
- Château de l'Epinay (Le Bignon)
- Château de Rully (Rully)
- Château de la Pigossière (Pont-Saint-Martin)
- Château de Magé (Louzy)
- Château du Mesnil (Montech)
- Manoir de la Renolière (La Séguinière)